# Ematurga
Genre
Ematurga est un genre de lépidoptères (papillons) de la famille des Geometridae.
En Europe, ce genre ne comprend qu'une espèce : 
- Ematurga atomaria (Linnaeus, 1758) - Phalène picotée

Autre espèce en Amérique du Nord :
- Ematurga amitaria (Guenée, 1858)